# Mikkel Kessler
Mikkel Kesler (1 de marzo de 1979, Copenhague, Dinamarca) es un boxeador profesional que ha sido tres veces campeón del mundo de peso supermediano. 
Tuvo una oportunidad contra Joe Calzaghe el 3 de noviembre de 2007 por los títulos de WBA, WBO y WBC, pero perdería por decisión unánime.

## Récord profesional
| 46 Ganadas (35 knockouts, 11 decisiones), 3 Derrotas (0 knockouts, 3 decisiones), 0 Empates |        |                        |      |               |                          |                                                 |                                                                                                 |
| Res.                                                                                        | Récord | Rival                  | Tipo | Rd., Tiempo   | Día                      | Lugar                                           | Notas                                                                                           |
| Derrota                                                                                     | 46–3   | Carl Froch             | UD   | 12            | 25 de mayo de 2013       | O2 Arena, London, United Kingdom                | Pierde título mundial AMB y pelea por título mundial FIB peso supermediano.                     |
| Victoria                                                                                    | 46–2   | Brian Magee            | TKO  | 3 (12), 0:20  | 8 de diciembre de 2012   | BOXEN, Herning                                  | Gana título mundial AMB peso supermediano.                                                      |
| Victoria                                                                                    | 45–2   | Allan Green            | KO   | 4 (12), 0:17  | 19 de mayo de 2012       | Parken Stadium, Copenhague                      | Gana título vacante plata CMB peso semipesado.                                                  |
| Victoria                                                                                    | 44–2   | Mehdi Bouadla          | TKO  | 6 (12), 2:25  | 4 de junio de 2011       | Parken Stadium, Copenhague                      | Gana título vacante europeo OMB peso supermediano.                                              |
| Victoria                                                                                    | 43–2   | Carl Froch             | UD   | 12            | 24 de abril de 2010      | MCH Messecenter Herning, Herning                | Gana título mundial CMB peso supermediano.                                                      |
| Derrota                                                                                     | 42–2   | Andre Ward             | TD   | 11 (12), 1:42 | 21 de noviembre de 2009  | Oracle Arena, Oakland, California               | Pierde título mundial AMB peso supermediano.                                                    |
| Victoria                                                                                    | 42–1   | Gusmyr Perdomo         | TKO  | 4 (12), 0:51  | 12 de septiembre de 2009 | MCH Messecenter Herning, Herning                | Retiene título mundial AMB peso supermediano.                                                   |
| Victoria                                                                                    | 41–1   | Danilo Haussler        | KO   | 3 (12), 1:08  | 25 de octubre de 2008    | Weser-Ems-Halle, Oldenburg, Niedersachsen       | Retiene título mundial AMB peso supermediano.                                                   |
| Victoria                                                                                    | 40–1   | Dimitri Sartison       | KO   | 12 (12), 2:00 | 21 de junio de 2008      | Brøndby Hall, Copenhague                        | Gana título mundial vacante AMB peso supermediano.                                              |
| Derrota                                                                                     | 39–1   | Joe Calzaghe           | UD   | 12            | 3 de noviembre de 2007   | Millennium Stadium, Cardiff                     | Pierde título mundial AMB y CMB y pelea por título mundial OMB y The Ring peso supermediano.    |
| Victoria                                                                                    | 39–0   | Librado Andrade        | UD   | 12            | 24 de marzo de 2007      | Parken Stadium, Copenhague                      | Retiene título mundial AMB y CMB peso supermediano.                                             |
| Victoria                                                                                    | 38–0   | Markus Beyer           | KO   | 3 (12), 2:58  | 14 de octubre de 2006    | Parken Stadium, Copenhague                      | Retiene título mundial AMB y gana título mundial CMB peso supermediano.                         |
| Victoria                                                                                    | 37–0   | Eric Lucas             | TKO  | 10 (12), 1:51 | 14 de enero de 2006      | Brøndby Hall, Copenhague                        | Retiene título mundial AMB peso supermediano.                                                   |
| Victoria                                                                                    | 36–0   | Anthony Mundine        | UD   | 12            | 8 de junio de 2005       | Sydney Entertainment Centre, Sydney             | Retiene título mundial AMB peso supermediano.                                                   |
| Victoria                                                                                    | 35–0   | Manny Siaca            | RTD  | 7 (12), 3:00  | 12 de noviembre de 2004  | Brøndby Hall, Copenhague                        | Gana título mundial AMB peso supermediano.                                                      |
| Victoria                                                                                    | 34–0   | Andre Thysse           | TKO  | 11 (12), 1:32 | 11 de junio de 2004      | K.B. Hallen, Copenhague                         | Retiene título Internacional CMB peso supermediano.                                             |
| Victoria                                                                                    | 33–0   | Julio Cesar Green      | KO   | 1 (12), 1:20  | 13 de marzo de 2004      | Brøndby Hall, Copenhague                        | Retiene título Internacional CMB peso supermediano.                                             |
| Victoria                                                                                    | 32–0   | Henry Porras           | TKO  | 9 (12), 2:46  | 24 de octubre de 2003    | K.B. Hallen, Copenhague                         | Retiene título Internacional CMB peso supermediano y pelea eliminatoria por título mundial CMB. |
| Victoria                                                                                    | 31–0   | Craig Cummings         | KO   | 3 (12), 1:09  | 11 de abril de 2003      | K.B. Hallen, Copenhague                         | Gana título vacante Internacional CMB peso supermediano.                                        |
| Victoria                                                                                    | 30–0   | Dingaan Thobela        | UD   | 12            | 29 de noviembre de 2002  | Falconer Centret, Copenhague                    | Gana título vacante IBA peso supermediano.                                                      |
| Victoria                                                                                    | 29–0   | Dean Williams          | KO   | 1 (8), 1:58   | 8 de noviembre de 2002   | Falconer Centret, Copenhague                    |                                                                                                 |
| Victoria                                                                                    | 28–0   | Gerard Zdziarski       | TKO  | 8 (8), 2:33   | 4 de octubre de 2002     | Holbæk Stadion, Holbæk                          |                                                                                                 |
| Victoria                                                                                    | 27–0   | Orlando Javier Acuna   | TKO  | 7 (8), 0:10   | 24 de mayo de 2002       | Aalborg Kongres & Kulturcenter, Aalborg         |                                                                                                 |
| Victoria                                                                                    | 26–0   | Arthur Allen           | TKO  | 6 (8), 0:52   | 15 de marzo de 2002      | Viborg Stadionhal, Viborg                       |                                                                                                 |
| Victoria                                                                                    | 25–0   | Manny Sobral           | TKO  | 5 (8), 0:10   | 8 de febrero de 2002     | Falconer Centret, Copenhague                    |                                                                                                 |
| Victoria                                                                                    | 24–0   | Fernando Hernández     | TKO  | 2 (8), 1:30   | 16 de noviembre de 2001  | Roskilde Hallerne, Roskilde                     |                                                                                                 |
| Victoria                                                                                    | 23–0   | David Mendez           | UD   | 6             | 13 de octubre de 2001    | Parken Stadium, Copenhague                      |                                                                                                 |
| Victoria                                                                                    | 22–0   | Rodrigues Moungo       | KO   | 4 (6), 1:09   | 27 de abril de 2001      | Aalborg Hallen, Aalborg                         |                                                                                                 |
| Victoria                                                                                    | 21–0   | Miguel Julio           | KO   | 3 (6), 0:30   | 9 de marzo de 2001       | K.B. Hallen, Copenhague                         |                                                                                                 |
| Victoria                                                                                    | 20–0   | Patrick Rubes          | KO   | 2 (6), 0:45   | 9 de febrero de 2001     | Odense Idraetshal, Odense                       |                                                                                                 |
| Victoria                                                                                    | 19–0   | Tony Menefee           | TKO  | 6 (6), 1:36   | 1 de septiembre de 2000  | Kolding Hallen, Kolding                         |                                                                                                 |
| Victoria                                                                                    | 18–0   | Kevin Hall             | KO   | 2 (6), 2:41   | 28 de abril de 2000      | K.B. Hallen, Copenhague                         |                                                                                                 |
| Victoria                                                                                    | 17–0   | Tom Younan             | KO   | 3 (6), 1:35   | 31 de marzo de 2000      | Esbjerg Stadionhal, Esbjerg                     |                                                                                                 |
| Victoria                                                                                    | 16–0   | Israel Ponce           | KO   | 2 (6), 2:59   | 4 de marzo de 2000       | Mandalay Bay Resort & Casino, Las Vegas, Nevada |                                                                                                 |
| Victoria                                                                                    | 15–0   | Charles Whittaker      | KO   | 3 (6), 2:30   | 18 de febrero de 2000    | Aalborg Hallen, Aalborg                         |                                                                                                 |
| Victoria                                                                                    | 14–0   | Sidney Mxoli Msutu     | UD   | 6             | 14 de enero de 2000      | Kolding Hallen, Kolding                         |                                                                                                 |
| Victoria                                                                                    | 13–0   | Jean Paul D'Alessandro | UD   | 6             | 4 de mayo de 1999        | Cirkusbygningen, Copenhague                     |                                                                                                 |
| Victoria                                                                                    | 12–0   | Jose Maquina Rojas     | KO   | 2 (6), 2:10   | 16 de abril de 1999      | K.B. Hallen, Copenhague                         |                                                                                                 |
| Victoria                                                                                    | 11–0   | Alejandro De Leon      | UD   | 6             | 19 de marzo de 1999      | Falconer Centret, Copenhague                    |                                                                                                 |
| Victoria                                                                                    | 10–0   | Jaime Balboa           | KO   | 6 (6), 2:13   | 12 de febrero de 1999    | Falconer Centret, Copenhague                    |                                                                                                 |
| Victoria                                                                                    | 9–0    | Dean Martin            | UD   | 6             | 27 de noviembre de 1998  | Vejlby-Risskov Hallen, Aarhus                   |                                                                                                 |
| Victoria                                                                                    | 8–0    | Anthony Ivory          | UD   | 6             | 6 de noviembre de 1998   | K.B. Hallen, Copenhague                         |                                                                                                 |
| Victoria                                                                                    | 7–0    | Edwin Murillo          | KO   | 2 (6), 2:34   | 16 de octubre de 1998    | Aalborg Hallen, Aalborg                         |                                                                                                 |
| Victoria                                                                                    | 6–0    | Sammy Sparkman         | KO   | 1 (4), 1:54   | 18 de septiembre de 1998 | Sundbyoster Hallen, Copenhague                  |                                                                                                 |
| Victoria                                                                                    | 5–0    | Terry Clark            | KO   | 1 (4), 2:35   | 4 de septiembre de 1998  | Kolding Hallen, Kolding                         |                                                                                                 |
| Victoria                                                                                    | 4–0    | Rick Stockton          | KO   | 1 (4), 2:16   | 5 de junio de 1998       | K.B. Hallen, Copenhague                         |                                                                                                 |
| Victoria                                                                                    | 3–0    | Alex Lubo              | UD   | 4             | 1 de mayo de 1998        | Kolding Teater, Kolding                         |                                                                                                 |
| Victoria                                                                                    | 2–0    | Michael Corleone       | TKO  | 3 (4), 2:40   | 3 de abril de 1998       | Holbæk Stadion, Holbæk                          |                                                                                                 |
| Victoria                                                                                    | 1–0    | Kelly Mays             | KO   | 1 (4), 1:09   | 20 de marzo de 1998      | Vejlby-Risskov Hallen, Aarhus                   | Debut profesional.                                                                              |